# サッサリ県

サッサリ県
Provincia di Sassari

サッサリ県（サッサリけん、イタリア語: Provincia di Sassari）は、イタリア共和国サルデーニャ自治州に属する県の一つ。県都は、サルデーニャ第二の都市であるサッサリ。
2016年9月現在、サルデーニャ州では県級行政区画統廃合のプロセスが進められており、地方自治上は過渡期にある。2016年、サッサリ県は旧オルビア＝テンピオ県を編入した。

## 名称
標準イタリア語以外の言語では以下の名称を持つ。
- サルデーニャ語: Provìntzia de Tàtari
- サッサリ語 (en) : Prubìnzia di Sàssari

## 地理

### 位置・広がり
サルデーニャ島の西北部に位置する。県都サッサリは県域の中央やや西北寄りに位置し、オルビアから西南西へ約82km、オリスターノから北へ約91km、コルシカ島のアジャクシオから南へ約134km、州都カリャリから北北西へ約174km、首都ローマから西南西へ約352kmの距離にある。
北はアジナーラ湾、西はサルデーニャ海に面する。県の北西にアジナーラ島がある。
隣接する県は以下の通り。
- 北東 - オルビア＝テンピオ県
- 南東 - ヌーオロ県
- 南 - オリスターノ県

### 主要な都市

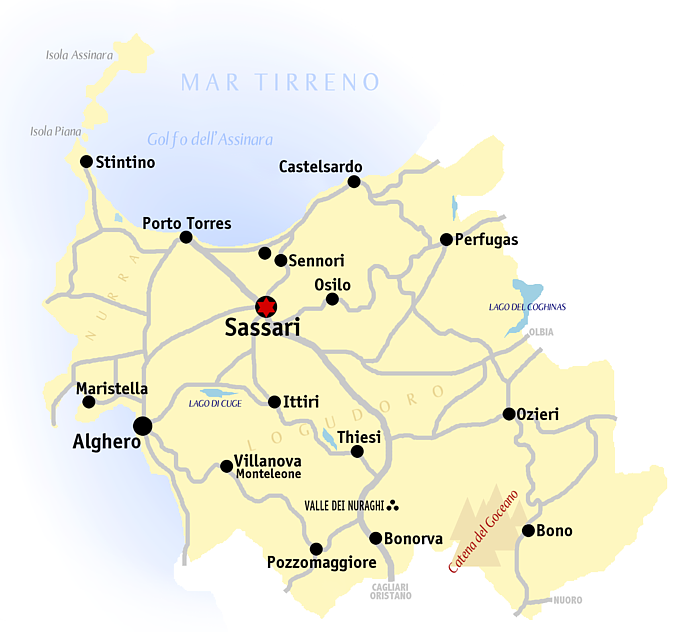
サッサリ県概略図

- サッサリ
- アルゲーロ
- ポルト・トッレス

## 行政区画
サッサリ県には、92のコムーネが属する。主要なコムーネ（人口5000人以上）は下表の通り。左端の数字はISTATコードを示す。人口は2011年1月1日現在。
| コード | 自治体名         | 人口    |
| ------ | ---------------- | ------- |
| 090064 | サッサリ         | 130,658 |
| 090003 | アルゲーロ       | 40,965  |
| 090058 | ポルト・トッレス | 22,567  |
| 090069 | ソルソ           | 14,841  |
| 090052 | オツィエーリ     | 10,991  |
| 090033 | イッティリ       | 8,918   |
| 090067 | センノリ         | 7,405   |
| 090051 | オッシ           | 5,974   |
| 090023 | カステルサルド   | 5,881   |

## 交通

### 鉄道

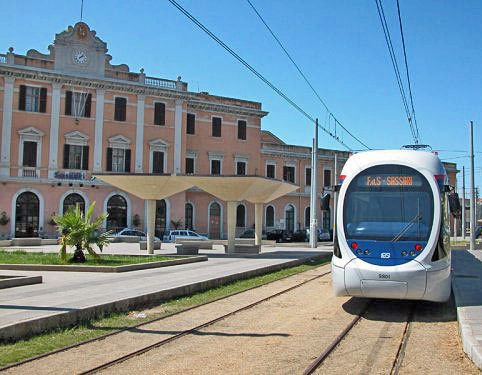
サッサリのトラム

カリャリとの間に島の南北を貫くトレニタリアの鉄道幹線が走っている。サルデーニャ鉄道（狭軌）が近郊に路線を運営しているほか、季節観光路線「トレニーノ・ヴェルデ」 (it:Trenino Verde) がサッサリとパラーウを結んで走っている。
- トレニタリア
  - カリャリ＝ゴルフォ・アランチ線 (it:Ferrovia Cagliari-Golfo Aranci) 
〔カリャリ - オリスターノ〕 - オツィエーリ - 〔オルビア - ゴルフォ・アランチ〕
  - オツィエーリ・キリバニ＝ポルト・トッレス・マリッティマ線 (it:Ferrovia Ozieri Chilivani-Porto Torres Marittima) 
オツィエーリ - サッサリ - ポルト・トッレス
- サルデーニャ鉄道
  - サッサリ＝アルゲーロ線 (it:Ferrovia Sassari-Alghero)  :サッサリ - アルゲーロ
  - サッサリ＝ソルソ線 (it:Ferrovia Sassari-Sorso)  :サッサリ - ソルソ
  - サッサリ＝テンピオ＝パラーウ線 (it:Ferrovia Sassari-Tempio-Palau)  （トレニーノ・ヴェルデ） 
サッサリ - 〔テンピオ - パラーウ〕
- サッサリ・トラムトレイン (Metrotranvia di Sassari)

### 空港
- フェルティリア空港 (Fertilia Airport)

## 文化

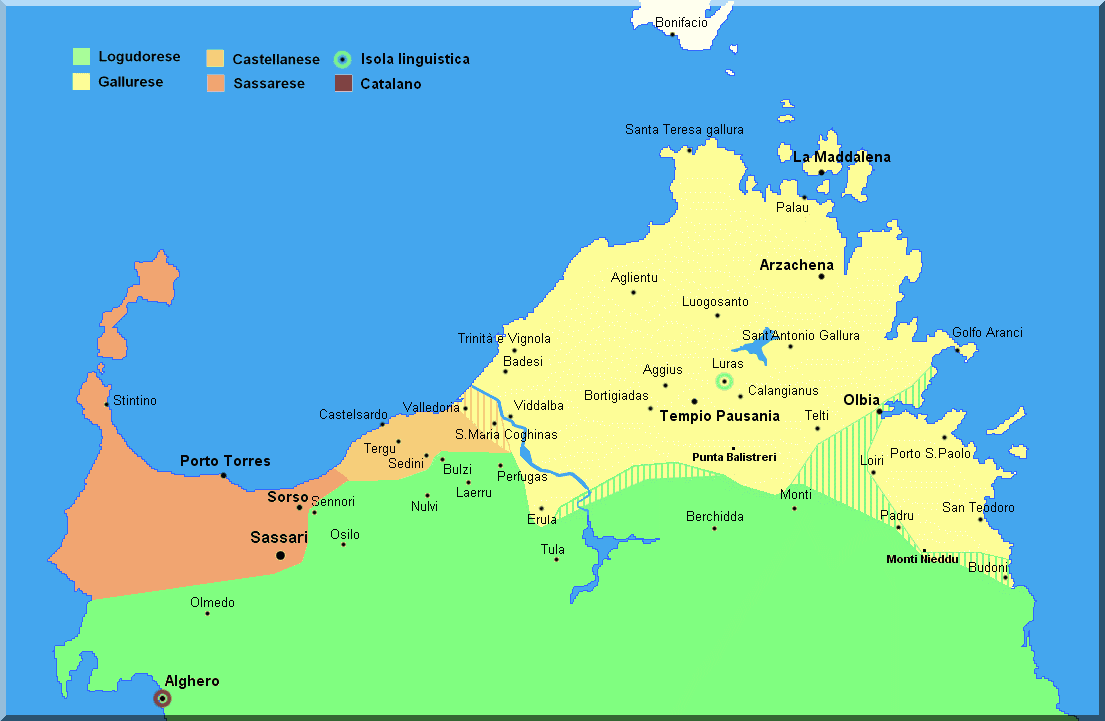
濃いオレンジ色がサッサリ語の話される地域

### 言語
サルデーニャ島北端部では、サルデーニャ語よりもコルシカ語の影響を強く受けた言葉が話されており、これらの言語変種はコルシカ語の方言と分類されることもある。サッサリを中心とする県域北部で話されているサッサリ語 (Sassarese language) は、コルシカ語に加えてトスカーナ語 (Tuscan language) の影響も受けている。
県域南部ではサルデーニャ語ログドーロ方言 (Logudorese dialect) が話される。アルゲーロ近辺では中世期の要素を受け継ぐカタルーニャ語の変種であるアルゲーロ方言 (Algherese dialect) が使用されている。